# والتر دورانتی
والتر دورانتی (انگلیسی: Walter Duranty; ۲۵ مهٔ ۱۸۸۴ – ۳ اکتبر ۱۹۵۷) روزنامه‌نگار اهل بریتانیا بود که در دوران شوروی، ریاست دفتر روزنامهٔ نیویورک تایمز در مسکو را برعهده داشت.
وی همچنین برندهٔ جوایزی همچون جایزه پولیتزر و جایزه او. هنری شده‌است.